# Spermophilus alashanicus
Spermophilus alashanicus — вид ссавців з родини вивіркових.

## Морфологічна характеристика
Цей вид зазвичай коричневого чи сірого забарвлення, з невеликими блідими плямами на спині та блідим низом. Волосяний покрив улітку стає світлішим, голова і плечі стають блідо-каштановими. Внутрішні защічні мішечки використовуються для перенесення їжі.

## Середовище проживання
Цей вид проживає в Монголії та Китаї (в провінціях Нінся, Ганьсу, Цинхай, Внутрішня Монголія, Шаньсі та Шеньсі). Населяє степ, передгір'я, альпійські луки, на висотах до 3200 метрів над рівнем моря. Часто асоціюється з травами, бобовими чагарниками й Amygdalus pedunculata та Amygdalus polyrrhizum. Цей вид не зустрічається в районах з густим лісистим покривом. У Китаї його можна зустріти в пустельних місцях проживання, що займають сухі піщані ділянки, а також луги на краю Гобі.

## Спосіб життя
раціон складається з трав та іншої рослинності. Ноги і хвіст короткі, розмір голови й тулуба 22–23 см. Це денний вид, який впадає в сплячку. Народжується від 1 до 9 дитинчат.

## Охорона
У Монголії цей вид охороняється як рідкісний. Приблизно 13% ареалу виду в Монголії зустрічається в заповідних територіях.